# Термінал Jawa Satu
Термінал Jawa Satu — інфраструктурний об'єкт для прийому та регазифікації зрідженого природного газу, споруджений на північному узбережжі індонезійського острова Ява.
Термінал спорудили в межах єдиного проекту із ТЕС Ява-1, для якої він прийматиме ресурс, постачений передусім із заводу ЗПГ Танггух (індонезійська частина острова Нова Гвінея). 
За 8 км від берега в районі з глибиною моря 16 метрів облаштували швартовочний вузол та встановили розвантажувальну платформу розмірами 20х14 метрів. Від останньої до майданчику ТЕС прямує трубопровід довжиною 14 км та діаметром 500 мм, прокладений у траншеї глибиною 2 метра (як на офшорній, так і на наземній ділянці).
Для роботи на терміналі спорудили плавучу установку зі зберігання та регазифікації Jawa Satu, яка здатна видавати 8,5 млн м3 на добу та має резервуари для ЗПГ загальним об’ємом 170 000 м3.